# Ampezzanské Dolomity
Ampezzanské Dolomity (italsky Dolomiti Ampezzane) jsou horskou podskupinou Dolomit v Itálii. Nacházejí se v italském regionu Veneto. Části Ampezzanských Dolomit jsou od roku 2009 zařazeny do světového dědictví UNESCO jako součást dolomitických horských skupin, které UNESCO sdružuje pod názvem "Severní Dolomity". Vymezení a horské skupiny zahrnuté do Ampezzanských Dolomit jsou v odborné literatuře zpracovány různě.

## Poloha
Horská skupina leží v provincii Belluno v horní části údolí Valle del Boite a rozkládá se kolem pánve v okolí města Cortina d'Ampezzo, známé také jako Ampezzanská pánev.

## Vymezení
Vymezení Ampezanských Dolomit se řídí členěním skupiny, které navrhla mimo jiné SOIUSA. Na východě vymezuje Ampezanské Dolomity od Sextenských Dolomit průsmyk Col Sant'Angelo u jezera Lago di Misurina, který spojuje údolí Val d'Ansiei s údolím Val Popena a údolím Höhlensteintal. Na severu tvoří průsmyk Gemärkpass hranici s Braieskými Dolomity, na severozápadě skupina hraničí s horskou skupinou Fanes v údolí Val Travenanzes a Forcella Bois a na západě s průsmykem Passo di Falzarego, který podle SOIUSA patří k Gaderským Dolomitům.
Na jihozápadě tvoří údolí Val Fiorentina se stejnojmennou říčkou hranici se skupinou Civetta a Zoldinskými Dolomity. Hranici s pohořím Monte Pelmo tvoří řeka Forcella Forada na východě a řeka Rio Orsolina, která protéká údolím Val Forada na východ do Boite. Na opačné východní straně údolí Valle del Boite tvoří hranici s Cadorskými Dolomity na jihu údolí Forcella Grande a údolí Val di San Vito, které se táhne od přechodu na východ do údolí Val d'Ansiei.
Administrativně jsou Ampezzanské Dolomity rozděleny mezi pět bellunských obcí Auronzo di Cadore, Colle Santa Lucia, Cortina d'Ampezzo, Livinallongo del Col di Lana a San Vito di Cadore. Malá část na severovýchodě ve skupině Cristallo patří k jihotyrolské obci Toblach.

## Členění
Ampezzanské Dolomity se skládají z několika horských skupin. Klasifikace horských skupin není jednotná. V členění Východních Alp (AVE) nejsou oficiálně rozlišeny žádné podskupiny Dolomit. V některých případech, zejména v německojazyčné literatuře, je Antelao počítáno také k Ampezzanským Dolomitům, ale zároveň není zahrnuta skupina Marmarole severně od Antelaa, podle SOIUSA patří obě pohoří ke Cadorským Dolomitům. Avoscan a Francescon také nepočítají Antelao ani Marmarole do Ampezzanských Dolomit, v závislosti na vymezení je horou s nejvyšší nadmořskou výškou Tofana di Mezzo 3244 m n. m. nebo Antelao 3264 m n. m.
K Dolomitům Ampezzo je jednomyslně přiřazeno těchto následujících šest horských skupin. Podle SOIUSA je lze dále rozdělit na východní a západní Ampezzanské Dolomity podle toho, zda leží východně nebo západně od řeky Boite.

### Horská skupina Cristallo
Skupina Cristallo se nachází severovýchodně od Cortiny d'Ampezzo a patří k východním Ampezanským Dolomitům. Na severu sousedí s Dolomiti di Braies a na východě s Dolomiti di Sesto.

### Horská skupina Sorapiss
Nachází se východně od Cortiny a jižně od horské skupiny Cristallo a je součástí východních Ampezzanských Dolomit. Skupina Sorapiss sousedí na jihu s Cadorskými Dolomity a na východě s Dolomiti di Sesto.

### Horská skupina Pomagagnon
Nachází se severně od Cortiny mezi skupinou Cristallo na východě a Boite na západě. Horská skupina Pomagagnon, známá také jako Pomagnonské pásmo, je někdy také částečně považována za podskupinu skupiny Cristallo.

### Horská skupina Tofane
Nachází se západně od Boite a severozápadně od Cortiny. Tofane je od horské skupiny Fanes na západě odděleno údolím Val Travenanzes.

### Horská skupina Nuvolau
Nachází se jihozápadně od Cortiny a jižně od Tofane. Skupina Nuvolau sousedí na severozápadě a západě s horskou skupinou Fanes a na jihozápadě s horskou skupinou Marmolata.

### Horská skupina Croda da Lago
Skupina se nachází jižně od Cortiny. Skupina Croda da Lago hraničí na severozápadě se skupinou Nuvolau v Passo di Giau a na jihu s Monte Pelmo. Na východě odděluje skupinu údolí Boite od Sorapiss a na jihovýchodě od Antelao.

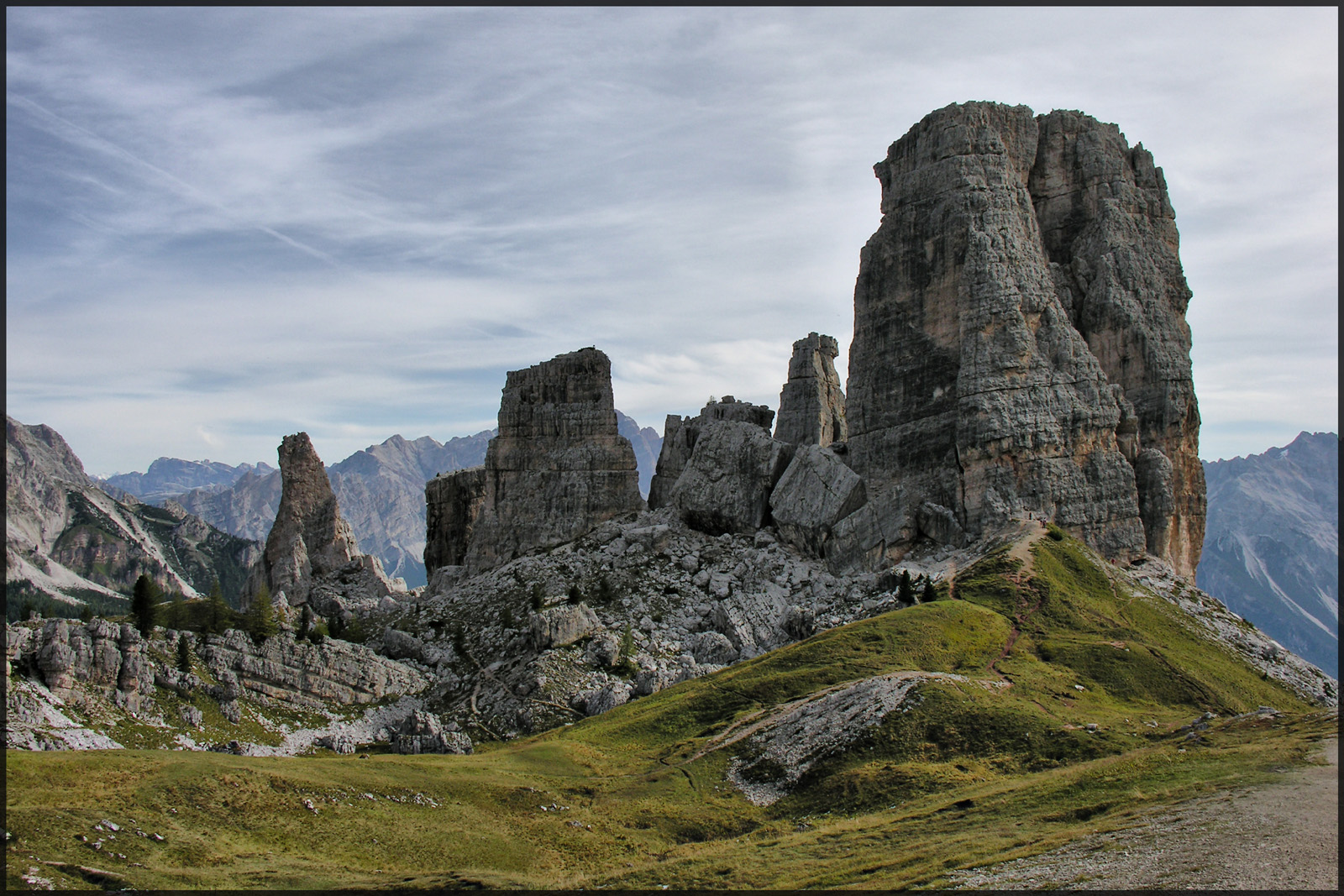
Cinque Torri
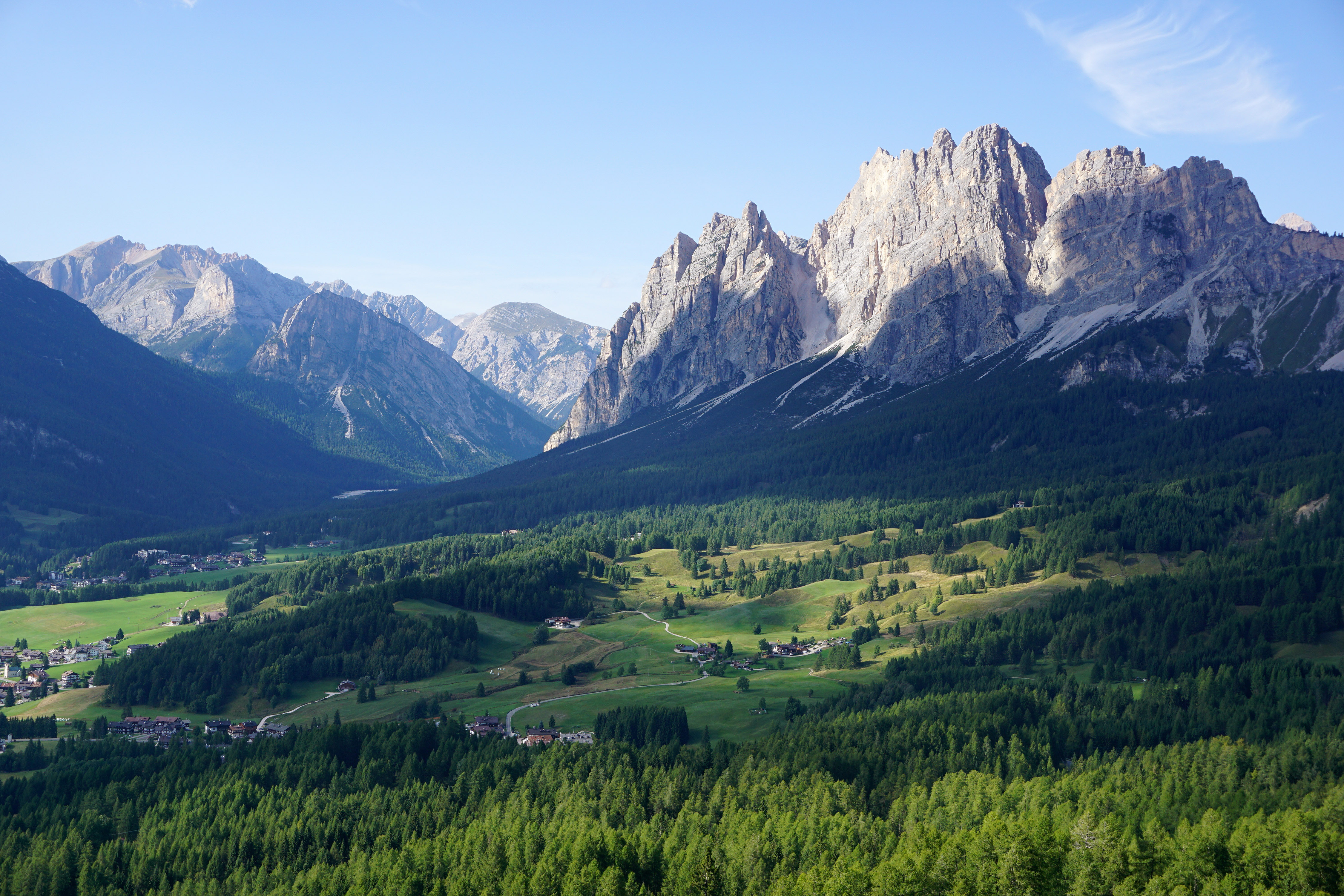
Kotlina Ampezzo a pohoří Pomagagnon
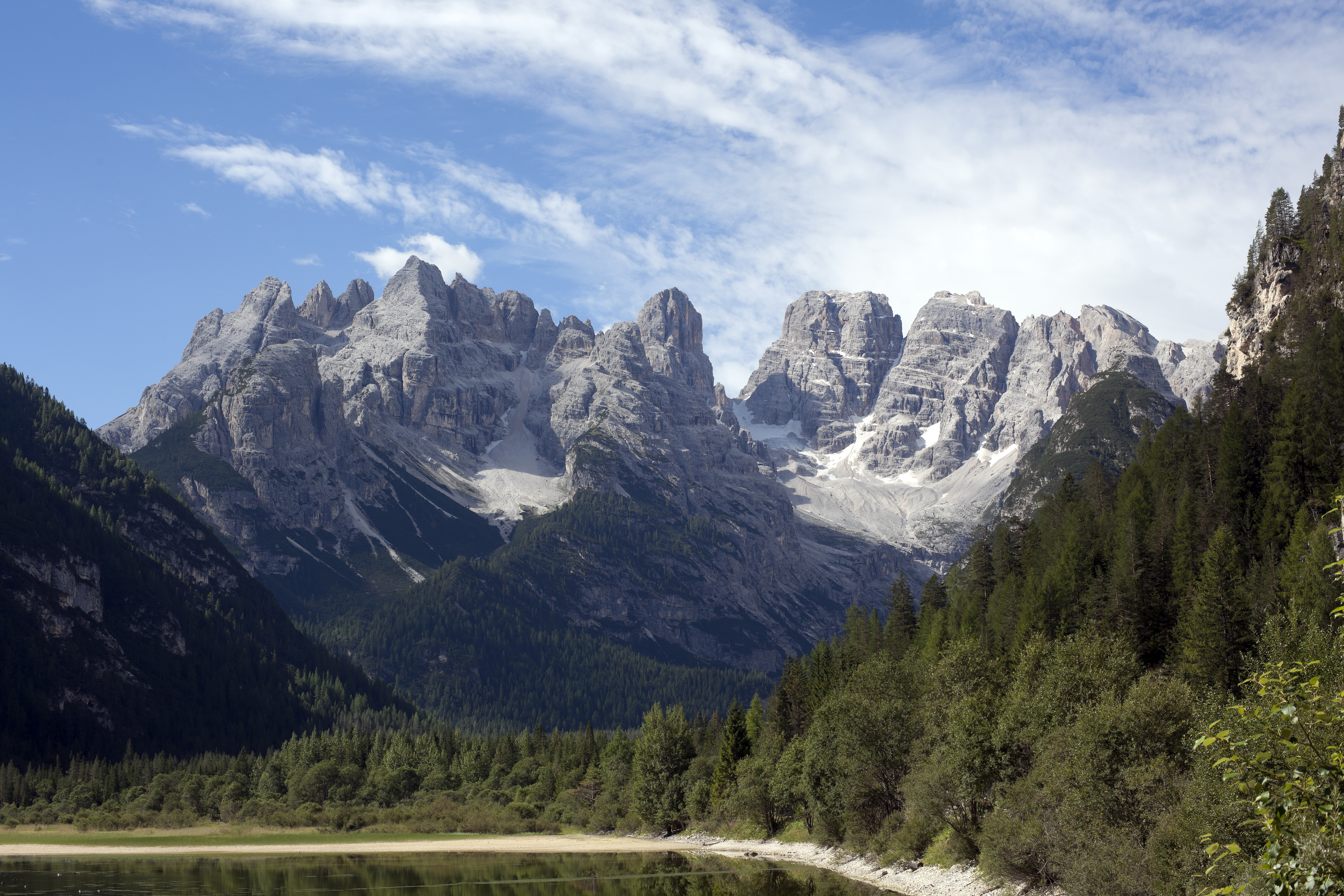
Skupina Cristallo od Dürrenského jezera
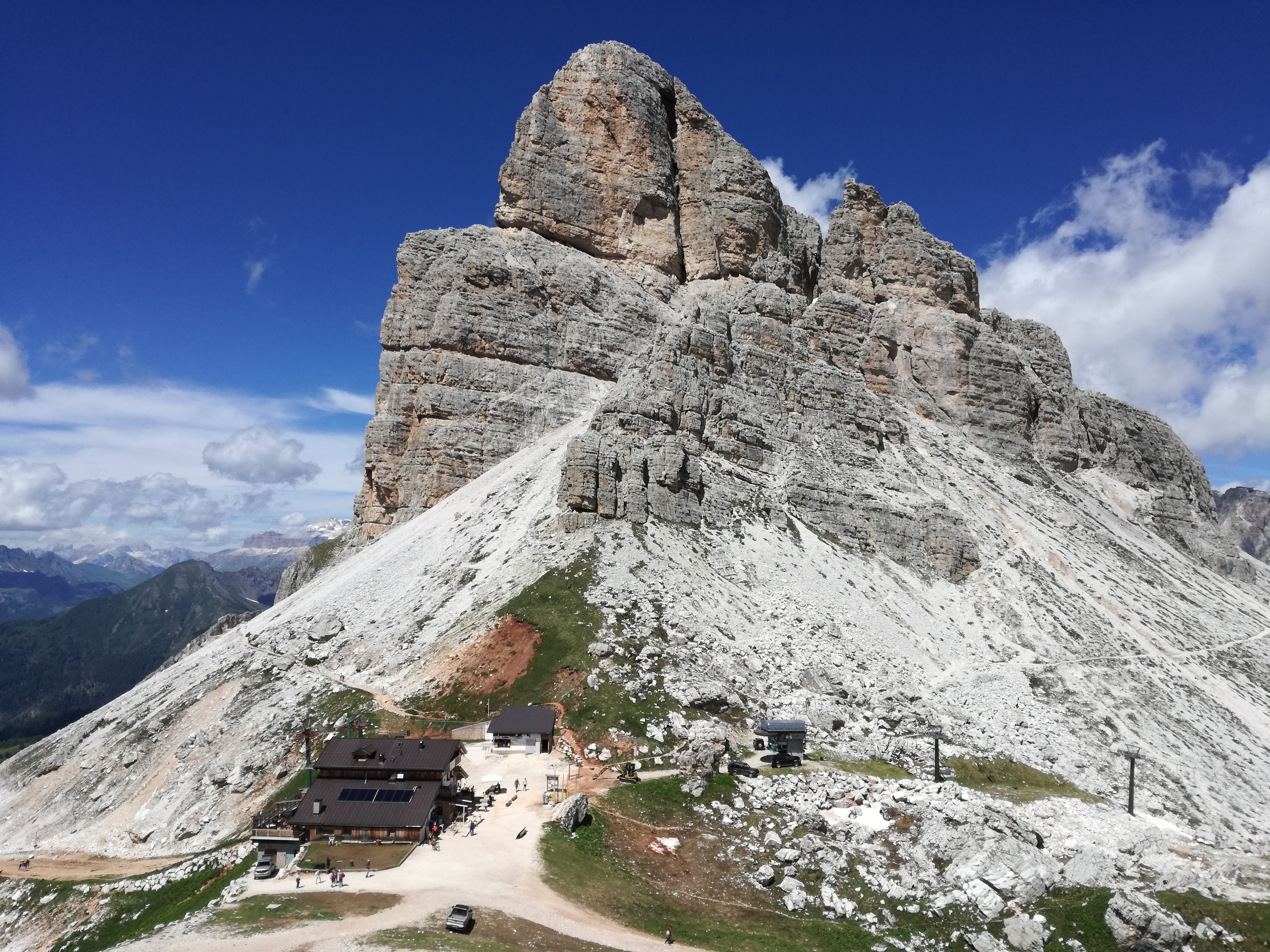
Monte Averau a Rifugio Averau
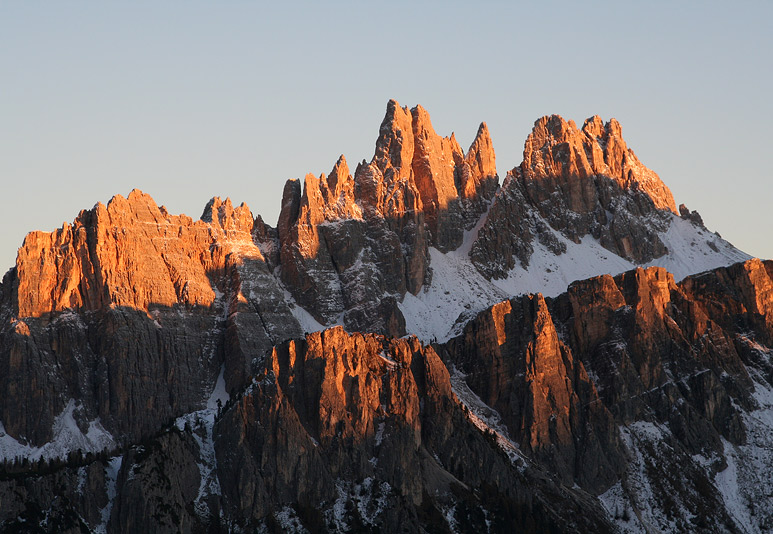
Croda da Lago

## Vrcholy
- Tofana di Mezzo, 3244 m – Tofane
- Monte Cristallo, 3221 m – Cristallo
- Punta Sorapiss, 3205 m – Sorapiss
- Cima d’Ambrizzola, 2715 m – Croda-da-Lago
- Monte Averau, 2649 m – Nuvolau
- Pomagagnon, 2450 m – Pomagagnongruppe

## Řeky
Většina Ampezzanských Dolomit leží v povodí řeky Piavy. Pouze severovýchodní oblast mezi rozvodím Im Gemärk a Col Sant'Angelo se severní a východní stranou skupiny Cristallo je odvodňována do Adiže prostřednictvím přítoků řeky Rienz. Většinu skupiny odvodňuje Boite, levý přítok Piavy. Skupina Nuvolau a skupina Croda da Lago se také částečně odvodňují přes řeku Cordevole a skupina Cristallo částečně přes Ansiei, která je rovněž levostranným přítokem Piavy.

## Jezera
V Ampezzanských Dolomitech se nachází řada menších horských jezer. V nadmořské výšce nad 1900 m je jich sedm. Kromě toho se zde nachází nespočet mokřadů, kde se po tání sněhu a po dlouhých obdobích dešťů nebo silnějších srážek tvoří jezírka s vodou, která v období sucha opět mizí. Největším jezerem, které se celé nachází v Ampezzanských Dolomitech, je Lago di Federa ve skupině Croda da Lago o rozloze přibližně 3,4 ha. Druhým největším je Lago di Sorapiss o rozloze něco málo přes 3 ha. V Col Sant'Angelo na hranici mezi Ampezzanskými a Sextenskými Dolomity se nachází jezero Lago di Misurina o rozloze 14 ha.

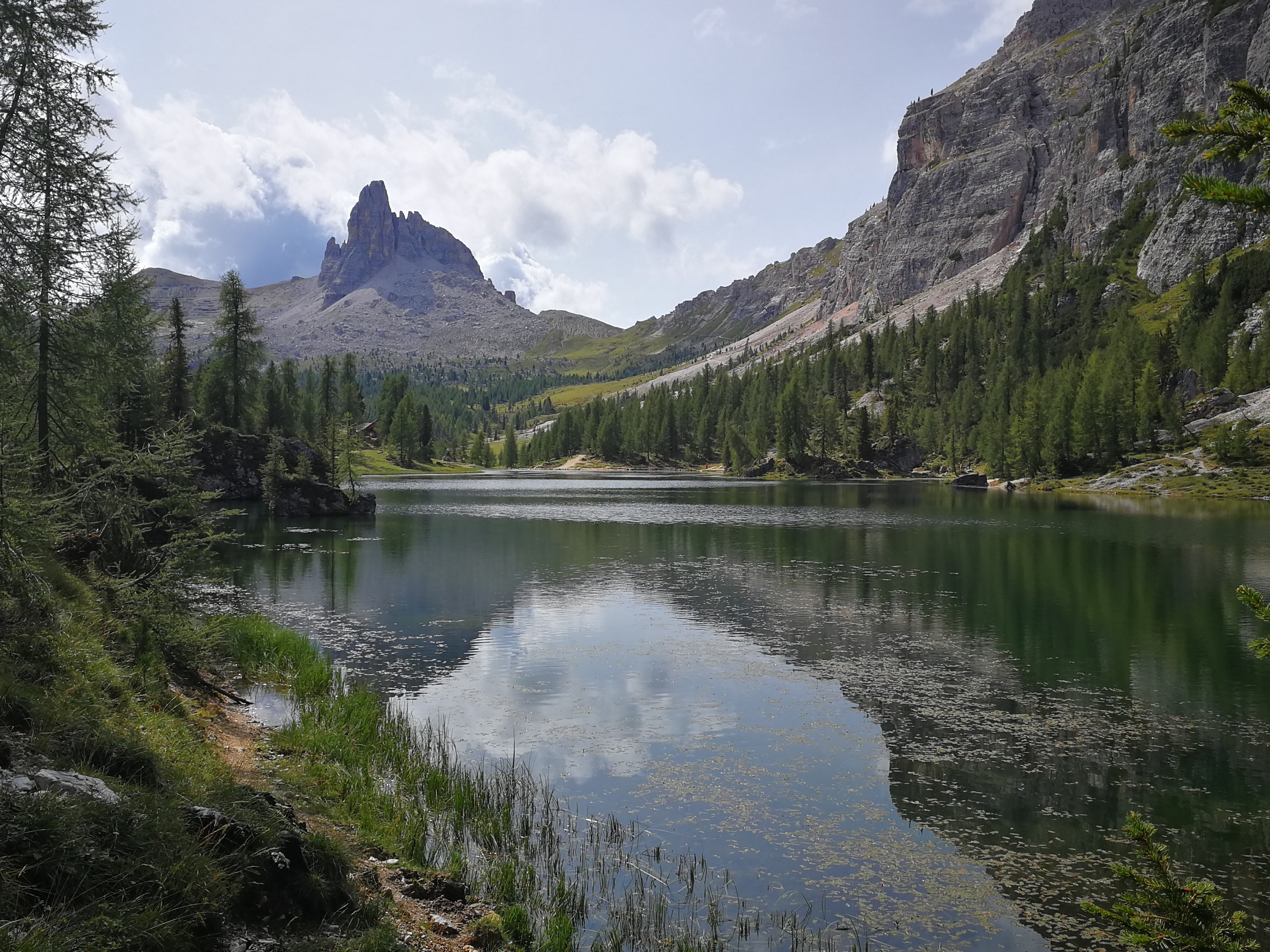
Lago di Fedèra
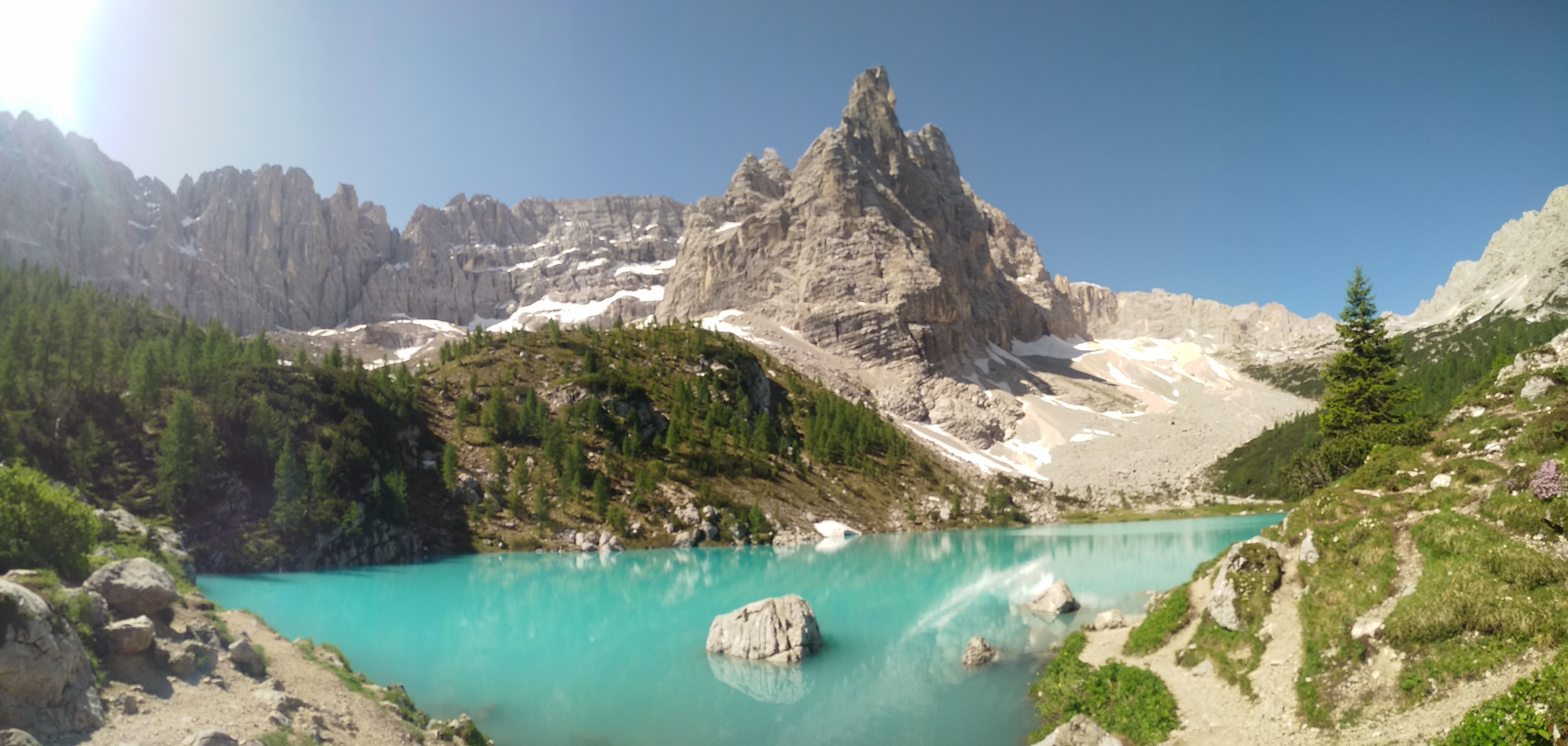
Lago Sorapiss s Dito di Dio
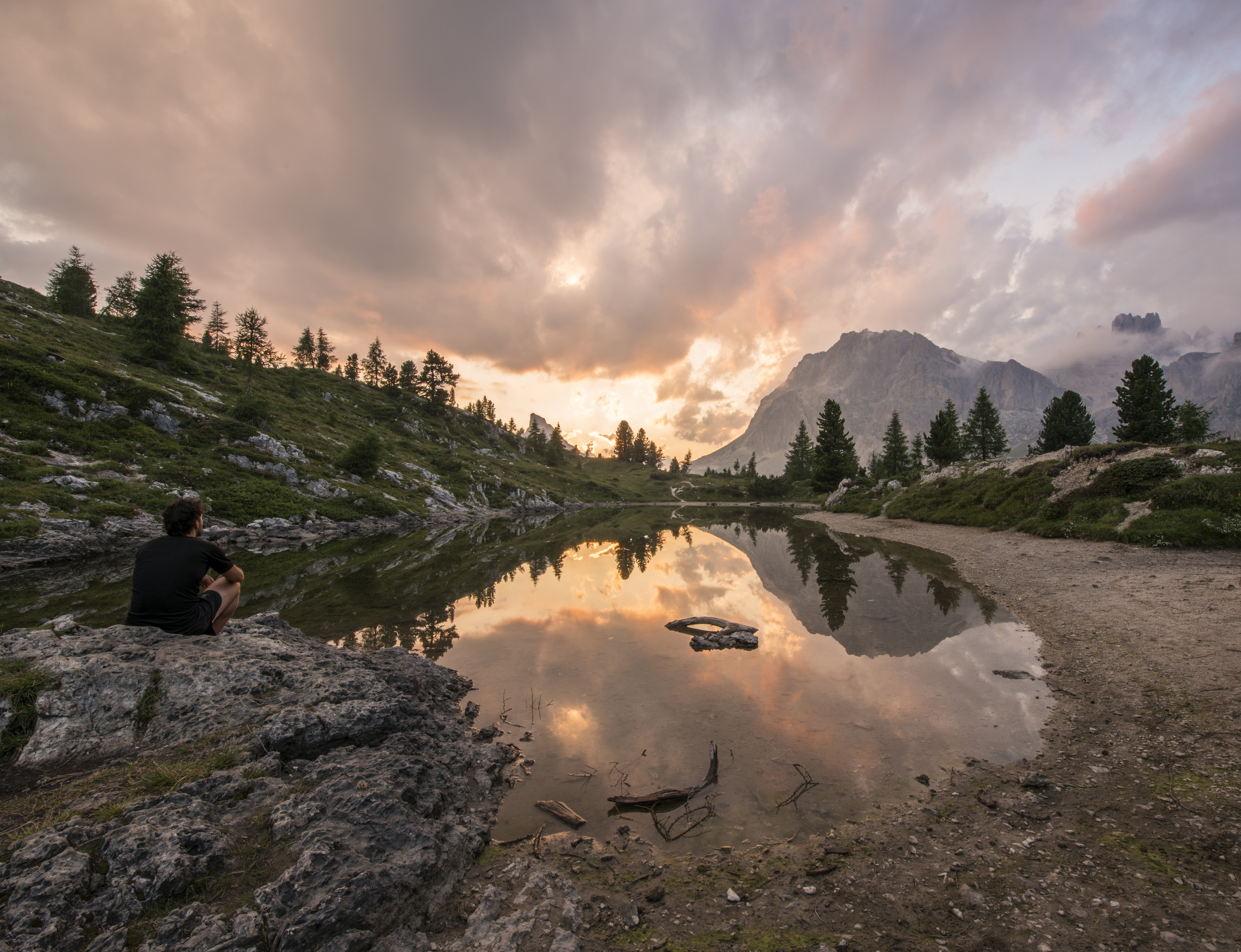
Lago di Limedes
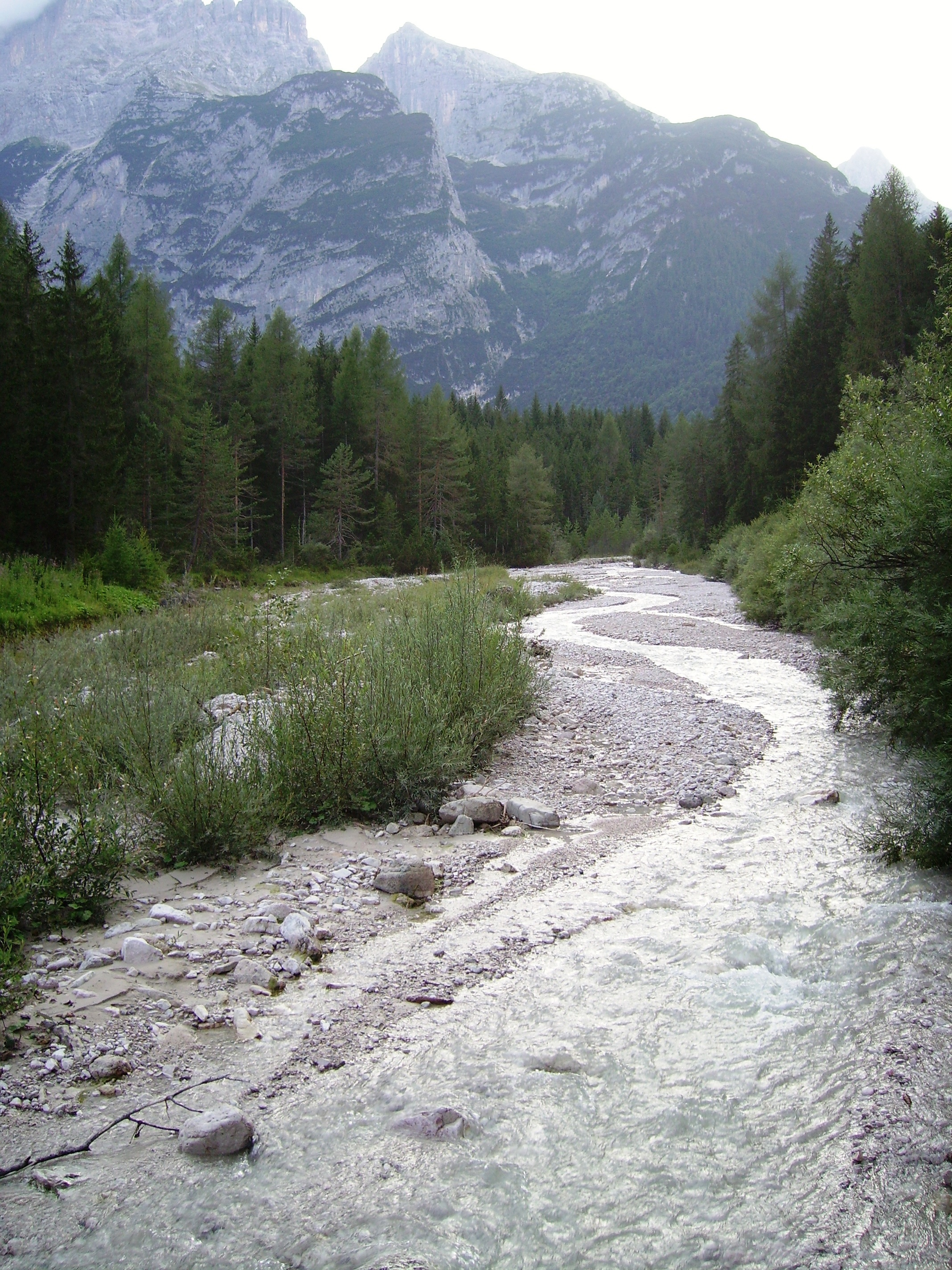
údolí řeky Ansiei

## Ledovce
V roce 2016 se v seznamu italských ledovců nacházelo celkem dvanáct menších ledovců nebo ledovcům podobných oblastí nalézajících se v oblasti Ampezzanských Dolomit. Ty jsou rozděleny do tří skupin - Cristallo (tři ledovce), Tofane (čtyři ledovce) a Sorapiss (pět ledovců). Tři ledovcové oblasti v horské skupině Antelao nejsou uváděny v rámci Ampezzanských Dolomit v dělení podle SOUISA. Největším ledovcem je ledovec Cristallo, který měl v roce 2009 rozlohu 24 ha. V porovnání s předchozím seznamem z 60. let 20. století se počet ledovců Ampezzanských Dolomitech skutečně zvýšil, protože některé větší ledovce se rozdělily a již netvoří souvislou ledovcovou oblast. Celkově se plocha ledovců v Ampezannských Dolomitech od 60. let 20. století zmenšila o 34 % ve skupině Cristallo a Tofanen a o 28 % ve skupině Sorapiss.

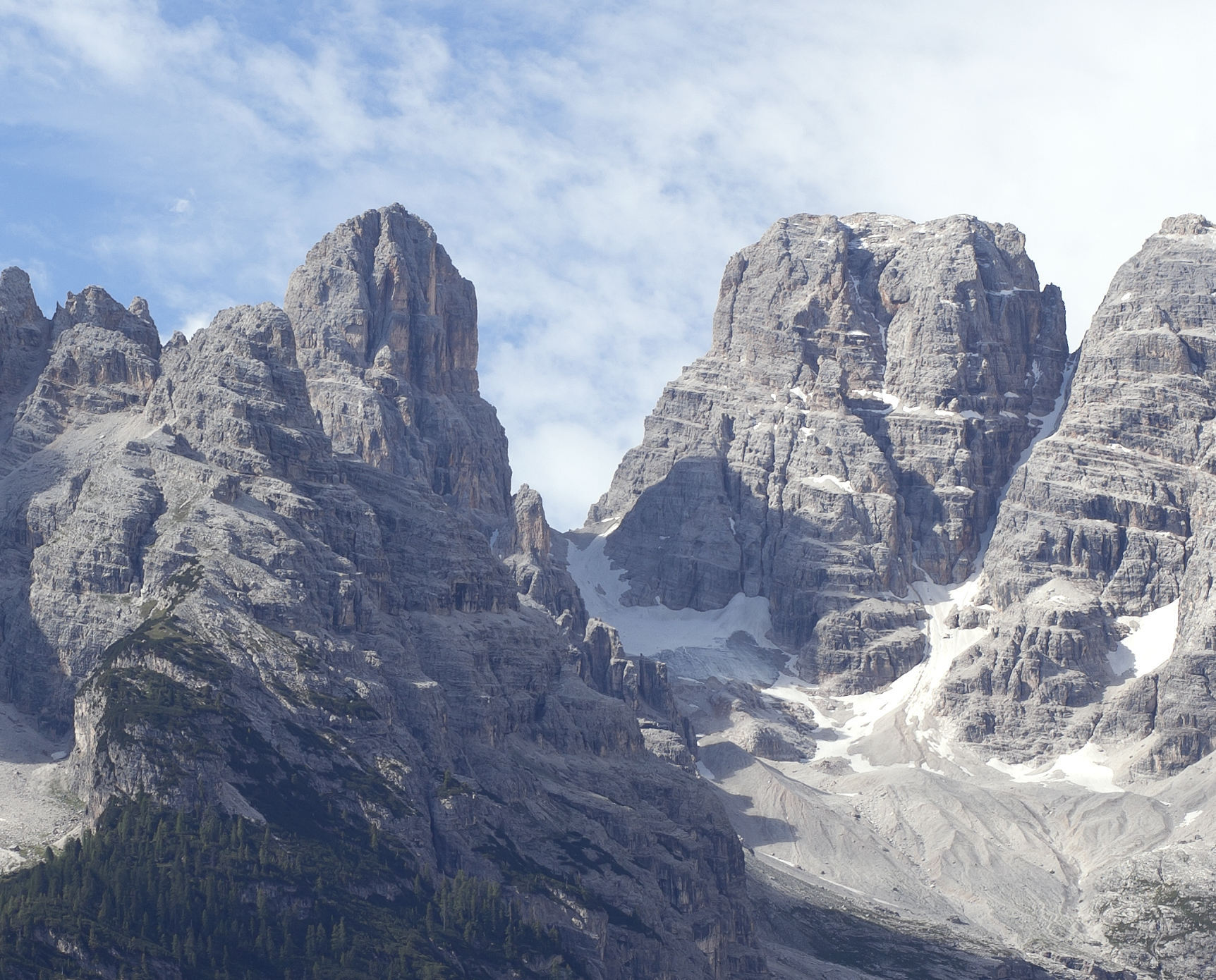
Ledovec Cristallo 2011 mezi Monte Cristallo vpravo a Piz Popena vlevo
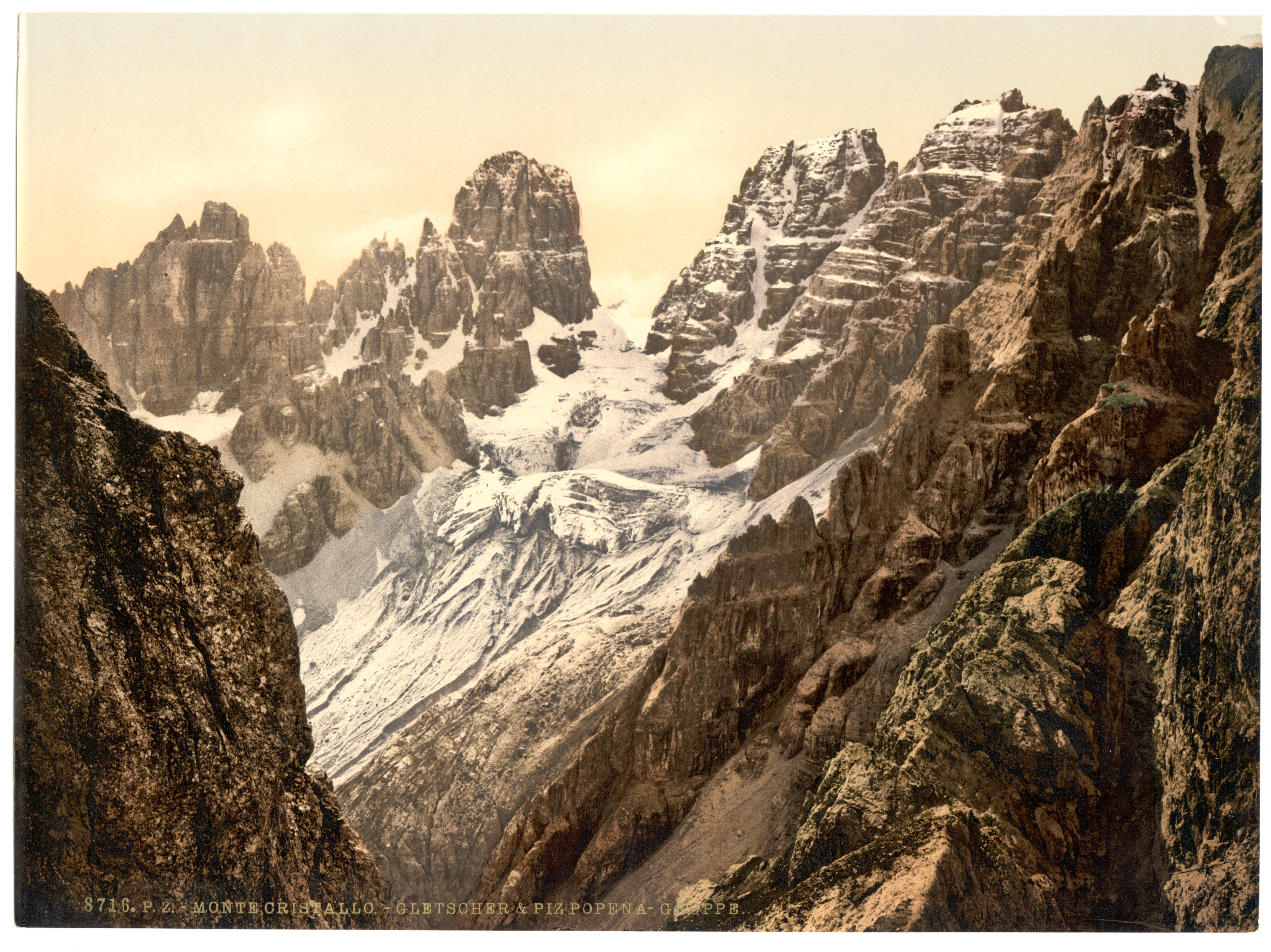
Ledovec Cristallo v roce 1890

## Příroda

### Flora
Různé vegetační stupně Ampezzanských Dolomit jsou stanovištěm přibližně 1160 druhů cévnatých rostlin. Největší podíl tvoří kvetoucí rostliny s více než 1000 druhy, z nichž asi 150 je na červeném seznamu v Benátsku nebo v Itálii. Řada druhů je chráněna, včetně 35 druhů orchidejí z čeledi vstavačovitých, jako je například žlutý střevíčník pantoflíček.
V některých vysokohorských lesích jsou staleté porosty borovice lesní a modřínu opadavého, jednotlivé stromy jsou staré i více než 500 let. Některé lesní plochy, které jsou ve společném vlastnictví obce Regole, nebyly obhospodařovány již 300 let. V nižších nadmořských výškách se vyskytují smíšené lesy jedle bělokoré a buku lesního.
Na horských loukách rostou některé vzácné rostliny, například hořepníček korutanský nebo škarda pontská. Na vlhkých loukách se vyskytuje krvavec toten a svízel severní, které byly v Benátsku dlouho považovány za vyhynulé. Vyskytuje se zde také vzácný toříček jednohlízný a kosatec sibiřský.
Vzhledem k tomu, že vysoké nadmořské výšky Ampezzanských Dolomit zůstaly během posledního glaciálního maxima bez ledu, vyskytují se zde některé reliktní geobotanické druhy, například chudina dolomitská nebo lomikámen Steinbrechův, který se v Benátsku vyskytuje pouze v západní části Ampezzanských Dolomit v horské skupině Tofane.

### Fauna
Navzdory antropogenním vlivům, které jsou způsobeny turistickým významem a rozvojem Dolomit Ampezzo, se tato skupina může pochlubit bohatou a rozmanitou faunou díky mnoha různým stanovištím. Významný vliv na zachování biotopů má komunitně regulované využívání pastvin a lesů, které po staletí prováděli obyvatelé obce Regole d'Ampezzo.
V Ampezzanských Dolomitech se vyskytují téměř všechny druhy, které se vyskytují v Alpách. K biologické rozmanitosti přispívá 160 druhů obratlovců, z toho 31 druhů savců, 113 druhů ptáků a 16 druhů obojživelníků, plazů a ryb. Větší šelmy, jako medvěd hnědý, rys ostrovid, šakal obecný nebo draví ptáci, jako je orlosup bradatý a sup bělohlavý, se v Ampezzanských Dolomitech zatím zdržují jen dočasně.
K druhům hodným zvláštní ochrany, které se vyskytují v Ampezzanských Dolomitech, patří v Itálii vzácný chřástal polní a plch lesní.

### Chráněné oblasti
Severní část Ampezzanských Dolomit je součástí přírodního parku Dolomiti d'Ampezzo. Patří sem celé pohoří Tofane a části skupiny Cristallo, jakož i další skupiny, například skupina Fanes, které nejsou součástí Ampezzanských Dolomit. Od roku 2003 je park také vyhlášen chráněnou oblastí Natura 2000. V oblasti FFH Dolomiti d'Ampezzo (WDPA ID 555580642[15]) je na základě přílohy I Směrnice o stanovištích uvedeno celkem 17 typů stanovišť. Mezi druhy ptáků hodnými ochrany je uvedeno 29 druhů.
Spolu s Marmarole a Antelao tvoří skupina Sorapiss lokalitu FFH Gruppo Antelao - Marmarole - Sorapis (WDPA ID 555540205[17]), jejíž části rovněž spadají do Ampezských Dolomit. Lokalita Monte Pelmo - Mondeval - Formin FFH (WDPA ID 555528630[18]) zahrnuje části skupin Nuvolau a Croda da Lago v jihozápadní části Ampezzanských Dolomit.

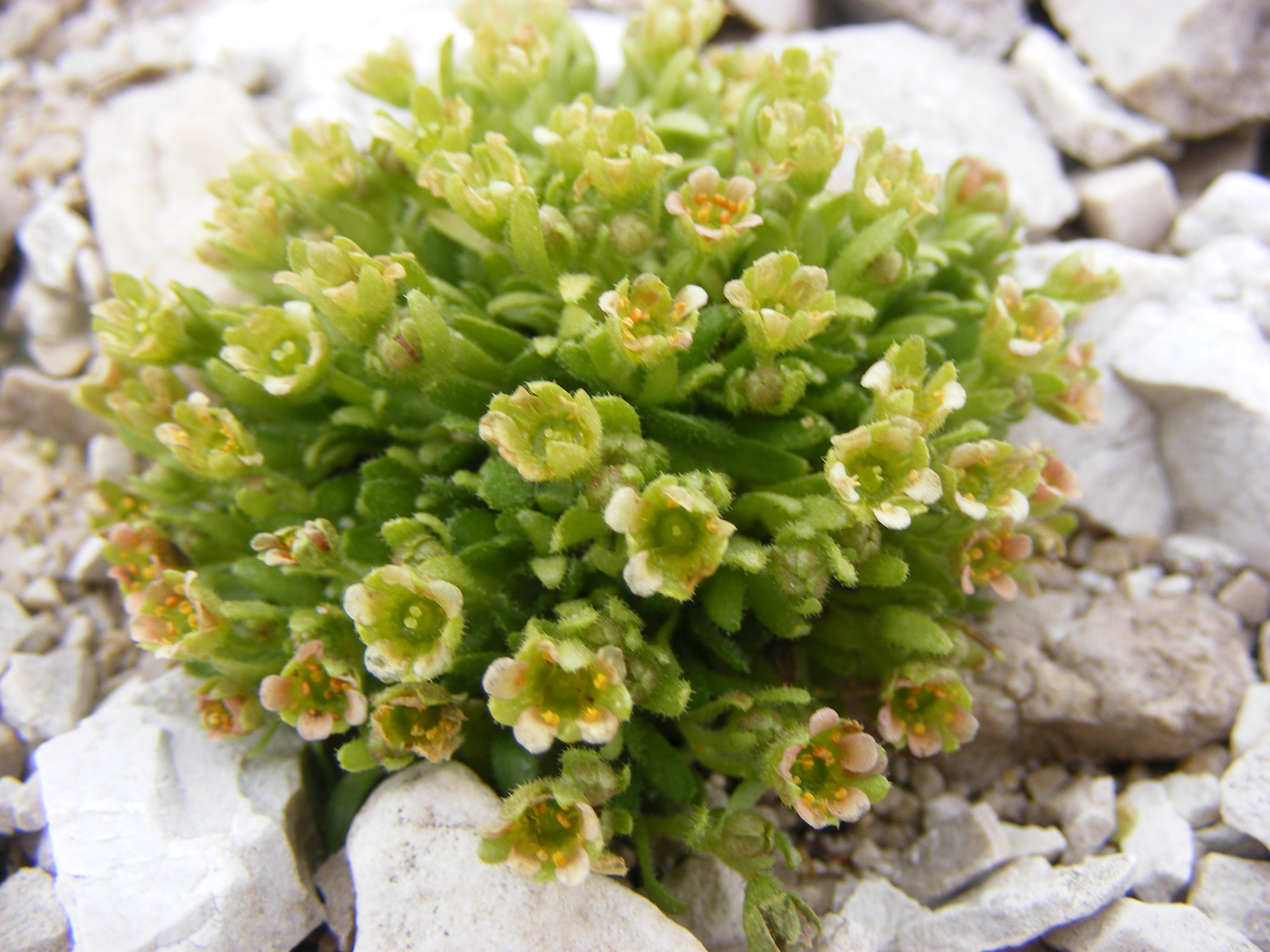
lomikámen Steinbrechův (Saxifraga fachinii)
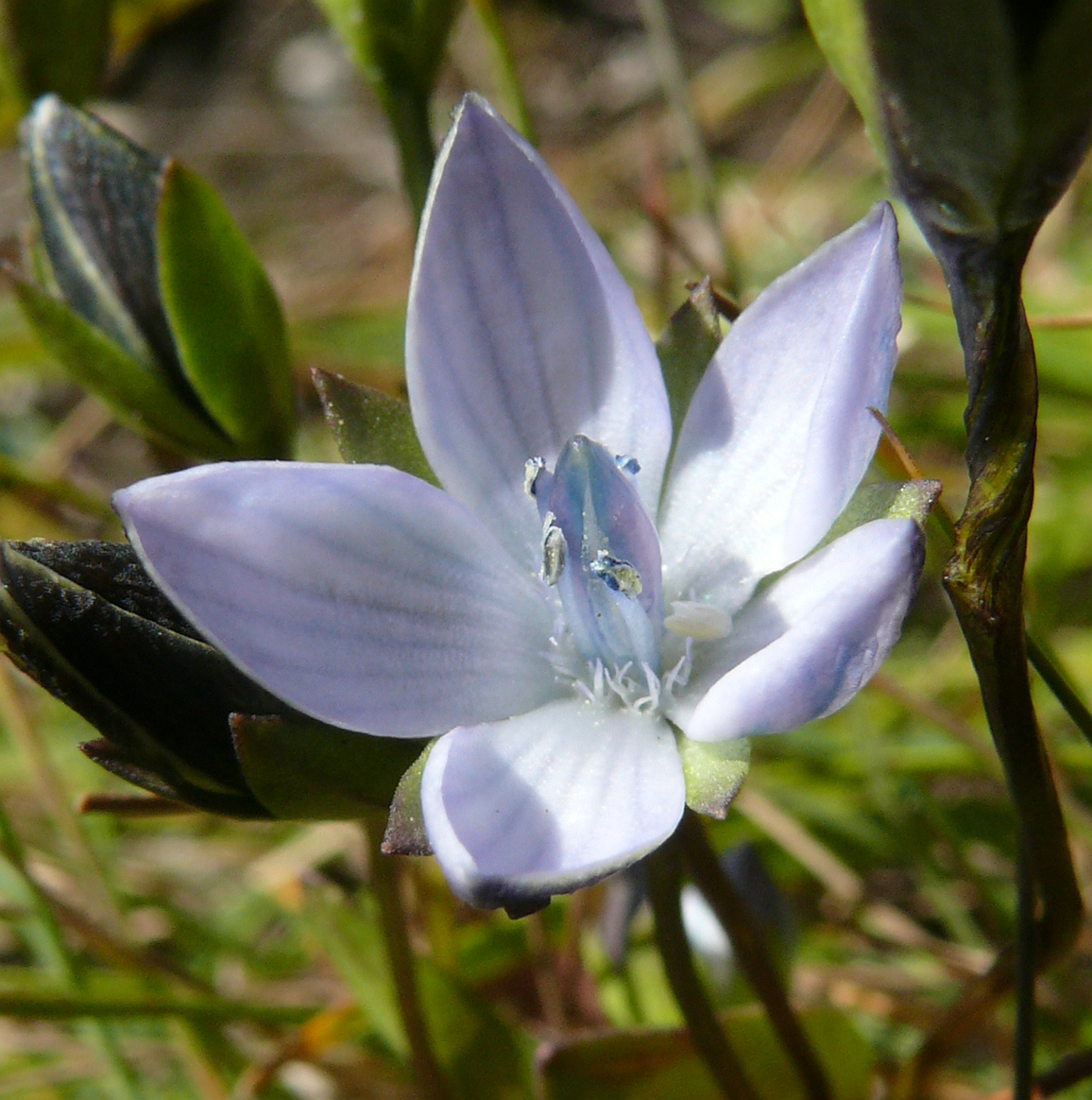
Hořepníček korutanský (Lomatogonium carinthiacum)
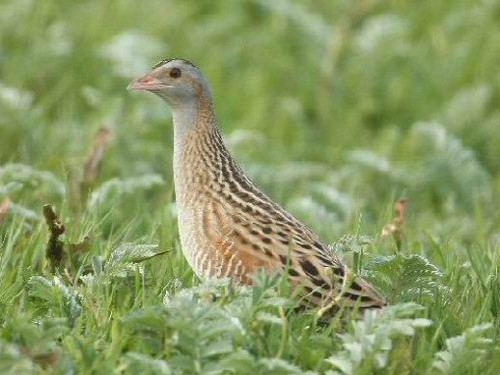
Chřástal polní
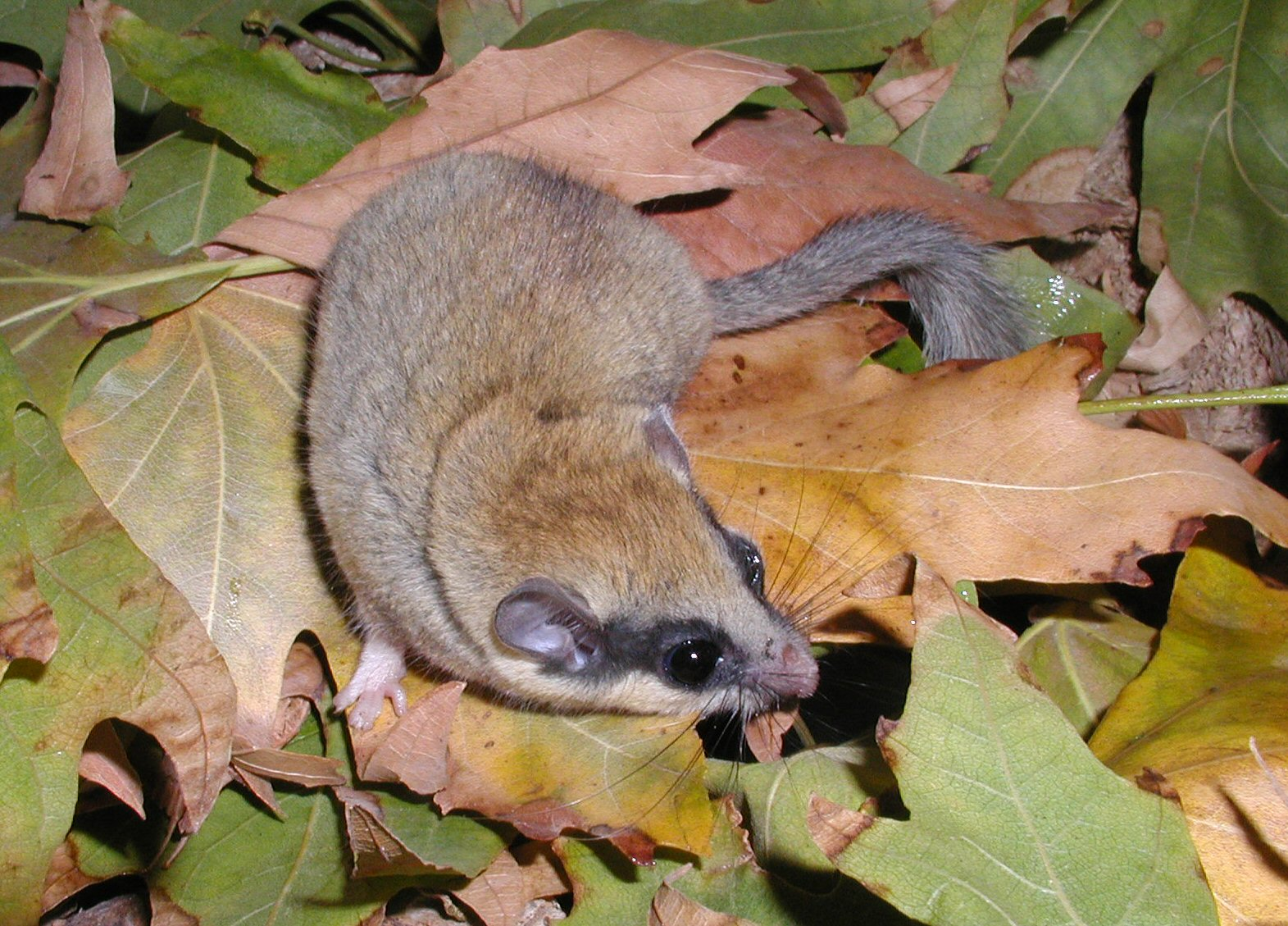
Plch lesní

## Turismus

### Horské chaty
- Rifugio Camillo Giussani, 2580 m s.l.m., CAI, Tofane
- Rifugio Nuvolau, 2574 m s.l.m., CAI, Nuvolaugruppe
- Rifugio Averau, 2413 m s.l.m., privat, Nuvolaugruppe
- Rifugio Capanna Tondi, 2327 m s.l.m., privat, Sorapiss
- Rifugio Scoiattoli, 2255 m s.l.m., privat, Nuvolaugruppe
- Rifugio Son Forca, 2235 m s.l.m., privat, Cristallogruppe
- Rifugio Cinque Torri, 2137 m s.l.m., privat, Nuvolaugruppe
- Rifugio Faloria, 2132 m s.l.m., privat, Sorapiss
- Rifugio Duca d’Aosta, 2098 m s.l.m., privat, Tofane
- Rifugio Croda da Lago, 2046 m s.l.m., CAI, Croda-da-Lago-Gruppe
- Rifugio Dibona, 2083 m s.l.m., privat, Tofane
- Rifugio Vandelli, 1926 m s.l.m., CAI, Sorapiss

### Bivaky
- Bivacco Baracca degli Alpini, 2600 m s.l.m., Tofane
- Bivacco Slataper, 2600 m s.l.m., CAI, Sorapiss
- Bivacco Comici, 2050 m s.l.m., CAI, Sorapiss

### Areály zimních sportů
Se skupinami Tofane, Nuvolau, Cristallo a Sorapiss je většina horských skupin Ampezzanských Dolomit přístupná pro vysokohorské lyžování. Pouze v horské skupině Croda da Lago a v pohoří Pomagagnon nejsou lanovky ani sjezdovky. Lyžařské oblasti patří do sdružení Dolomiti Superski.

## Alpinismus
Alpský rozvoj Ampezzanských Dolomit začal po roce 1835 otevřením silnice mezi městy Toblach a Anpézo. Do té doby bylo Ampezzo přístupné pouze po špatných vozových cestách. Průkopníkem mezi horolezci byl Paul Grohmann z Vídně, který v roce 1863 vystoupil na Tofana di Mezzo společně s Francescem Lacedellim z Ampezza. Do roku 1865 se jim po opakovaných pokusech v některých případech podařilo vystoupit na další dva vrcholy Tofane, Punta Sorapiss a Monte Cristallo.
S objevením Ampezzanských Dolomit vznikla v Ampezzu zcela nová profese - horský průvodce. V roce 1871 vydal soudní okres Ampezzo první licenci horského vůdce Fulgenziu Dimaiovi, který v roce 1864 vylezl s Grohmannem jižní stěnu Marmolaty. Kromě Lacedelliho a bratrů Angela a Fulgenzia Dimaiových patřil k prvním horským vůdcům Santo Siorpaes, který v roce 1870 vylezl s Britem Edwardem R. Whitwellem na Piz Popena. Whitwell na Piz Popena ve skupině Cristallo, v roce 1872 se Skotem Williamem Edwardem Uttersonem Kelsem na Becco di Mezzodì ve skupině Croda da Lago a v roce 1874 s Richardem Isslerem na Monte Averau. V roce 1874 vystoupila na Monte Cristallo jako první žena 21letá dcera hoteliéra Anna Plonerová ze Schluderbachu a otevřela tak bránu dalším horolezkyním v Dolomitech.
Po zdolání nejvyšších hor se v druhé polovině 70. let 19. století začalo s výstupy na horolezecky náročnější vrcholy. V roce 1878 vylezli na Cimu di Ambrizzola ve skupině Croda da Lago P. Fröschels a F. Silberstein s průvodci Arcangelem a Pietrem Dimaiovými. V roce 1884 vedl Michael Innerkofler barona Rolanda von Eötvöse na Croda da Lago. V té době již bratři Emil a Otto Zsigmondyové zahájili období výstupů bez pomoci horských vůdců.
Německý a rakouský alpský klub (DÖAV) významně přispěl k otevření Ampezzanských Dolomit. V roce 1883 otevřela Ampezzská sekce DÖAV, založená o rok dříve, na hoře Monte Nuvolau první hoprskou chatu v Ampezzanských Dolomitech, chatu Sachsendank, později přejmenovanou na Rifugio Nuvolau. V roce 1886 následovala další chata na Tofaně - pozdější Rifugio Camillo Giussani. V roce 1891 otevřela Pfalzgauská sekce DÖAV chatu Pfalzgau v Sorapiss (pozdější Rifugio Vandelli) a v roce 1903 získala Reichenberská sekce chatu ve skupině Croda da Lago. Chata Wolf-Glanvell, kterou v roce 1907 otevřel v údolí Val Travenanzes drážďanský odbor Rakouského turistického klubu, byla zničena během první světové války a po ní již nebyla obnovena. Po první světové válce a připojení Ampezza k Italskému království byly všechny chaty DÖAV vyvlastněny a předány Italskému klubu Alpino (CAI).
Spolu s Georgem Winklerem a Robertem Hansem Schmittem se v letech 1886-1887 objevili v Dolomitech Ampezzo další dva významní horolezci své doby, kteří patřili k průkopníkům alpského lezení. Schmitt jako první vylezl na jižní stěnu Monte Cristallo a systematické studium jednotlivých horských skupin začalo na počátku 90. let 19. století. V Dolomitech Ampezzo to byl Wenzel Eckerth, kdo podrobně popsal skupinu Cristallo. Ve stejné době zahájil württemberský generál Theodor Wundt zimní výstupy v horách v okolí Ampezza. Mimo jiné vystoupil na Tofane a Cristallo. Jeho příkladu následoval Nizozemec Jeanne Immink s prvovýstupem na Croda da Lago v prosinci 1891[22].
V roce 1893 objevil skladatel a amatérský horolezec Leone Sinigaglia pro italské horolezce Dolomity Ampezzo. Mimo jiné otevřel několik nových lezeckých cest ve skupinách Croda da Lago a Cristallo. Až do první světové války jsou s Dolomity Ampezzo spojena jména Antonio Berti, Angelo Dibona, Antonio Dimai, Wolf von Glanvell, Sepp Innerkofler, Tita Piaz, Günther von Saar, Adolf Witzenmann.
Když 24. května 1915 vstoupila Itálie do války, staly se frontovým územím i části Ampezzanských Dolomit, včetně skupin Tofano a Cristallo. Alpinismus byl nyní zastíněn vojenskými cíli. Po válce zůstal alpinismus ve skupině až do začátku 20. let 20. století v klidu. Od poloviny 20. let 20. století začali zejména italští horolezci prozkoumávat Ampezzanské Dolomity, které nyní patřily Italskému království. Současně byly zdolávány technicky stále náročnější cesty až šestého stupně obtížnosti. Mezi technicky zkušené horolezce patřili Emilio Comici, který v roce 1929 vytvořil novou cestu na Dito di Dio a bratři Ampezzo Angelo a Giuseppe Dimaiovi.
V roce 1939 byl v Cortině d'Ampezzo horolezci z Ampezza založen horolezecký cech Scoiattoli (zkratka pro veverky). Kromě horolezectví se propagovalo také alpské lyžování. Členové Scoiattoli, mezi nimiž byli Alziro Molin nebo Lino Lacedelli, který v roce 1954 s Achillem Compagnonim zdolal K2, otevřeli v Ampezzanských Dolomitech mnoho horolezeckých cest různých obtížností.

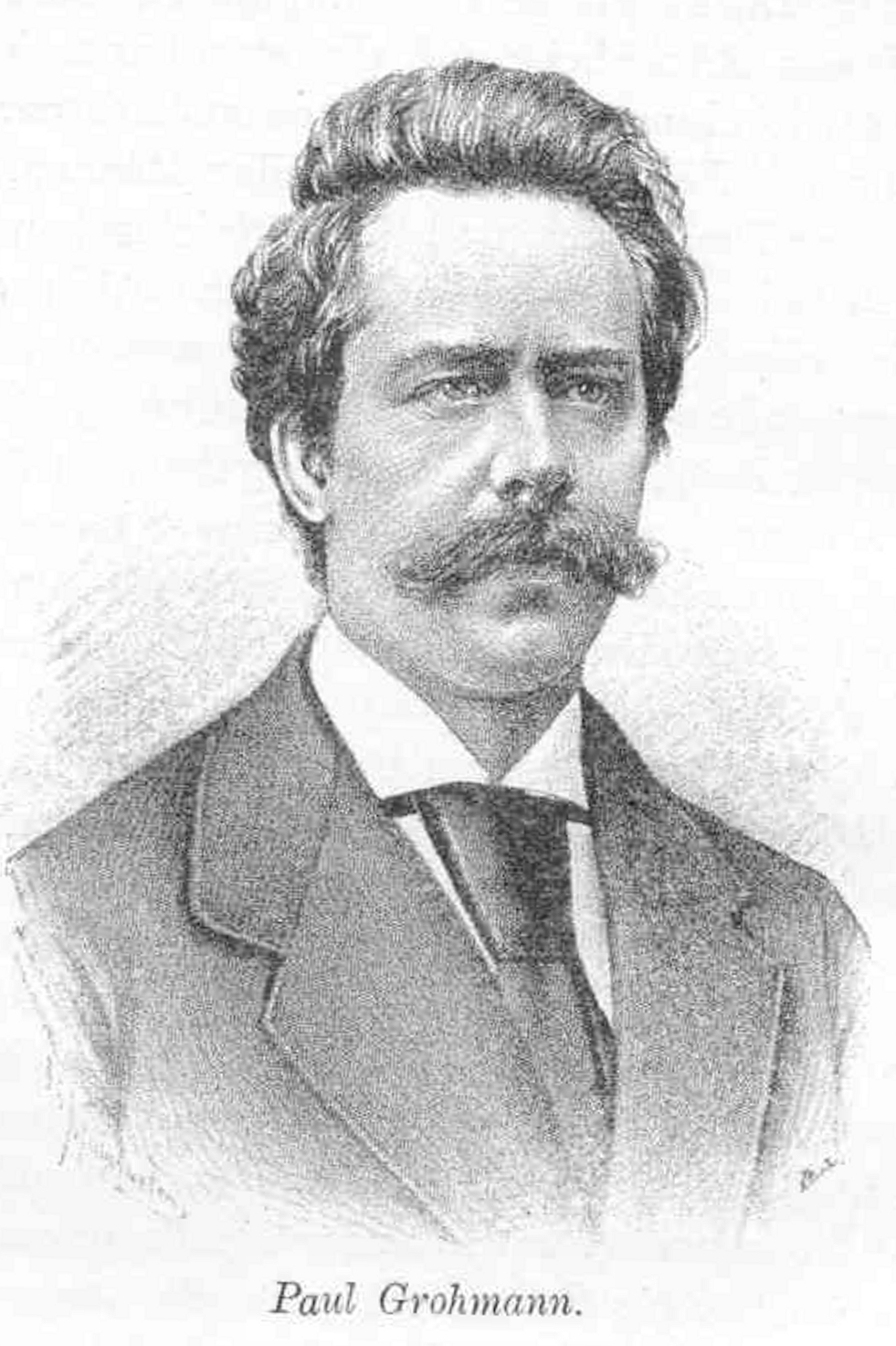
Paul Grohmann
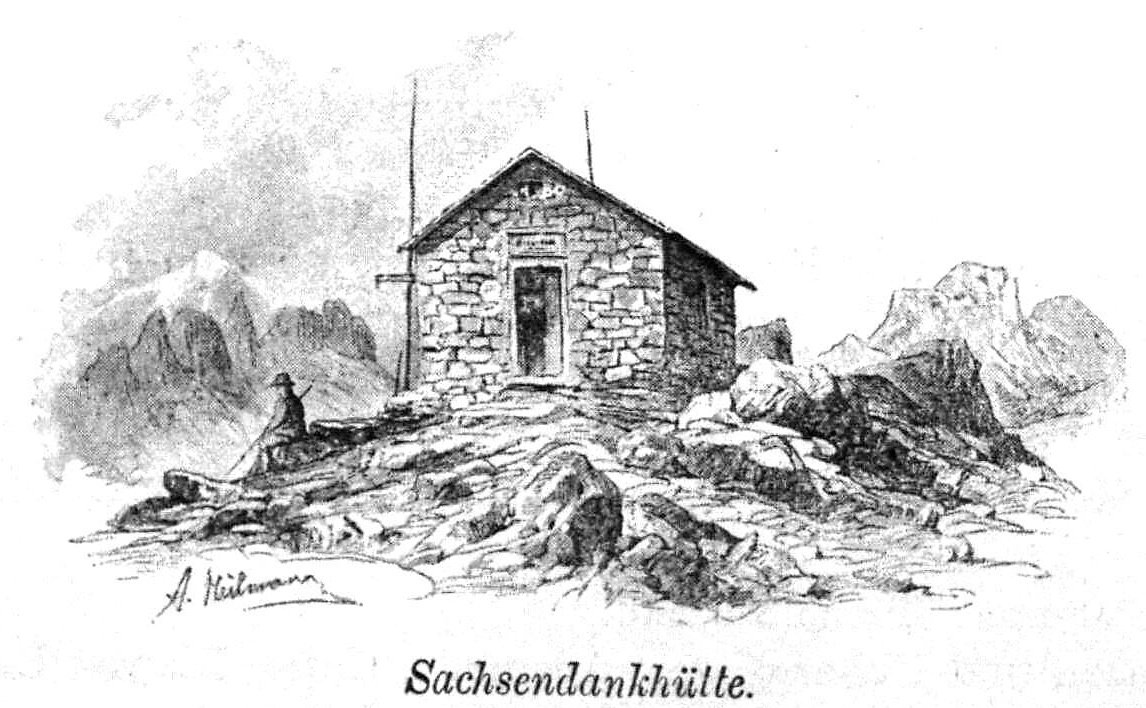
Sachsendank-Hütte, okolo 1894
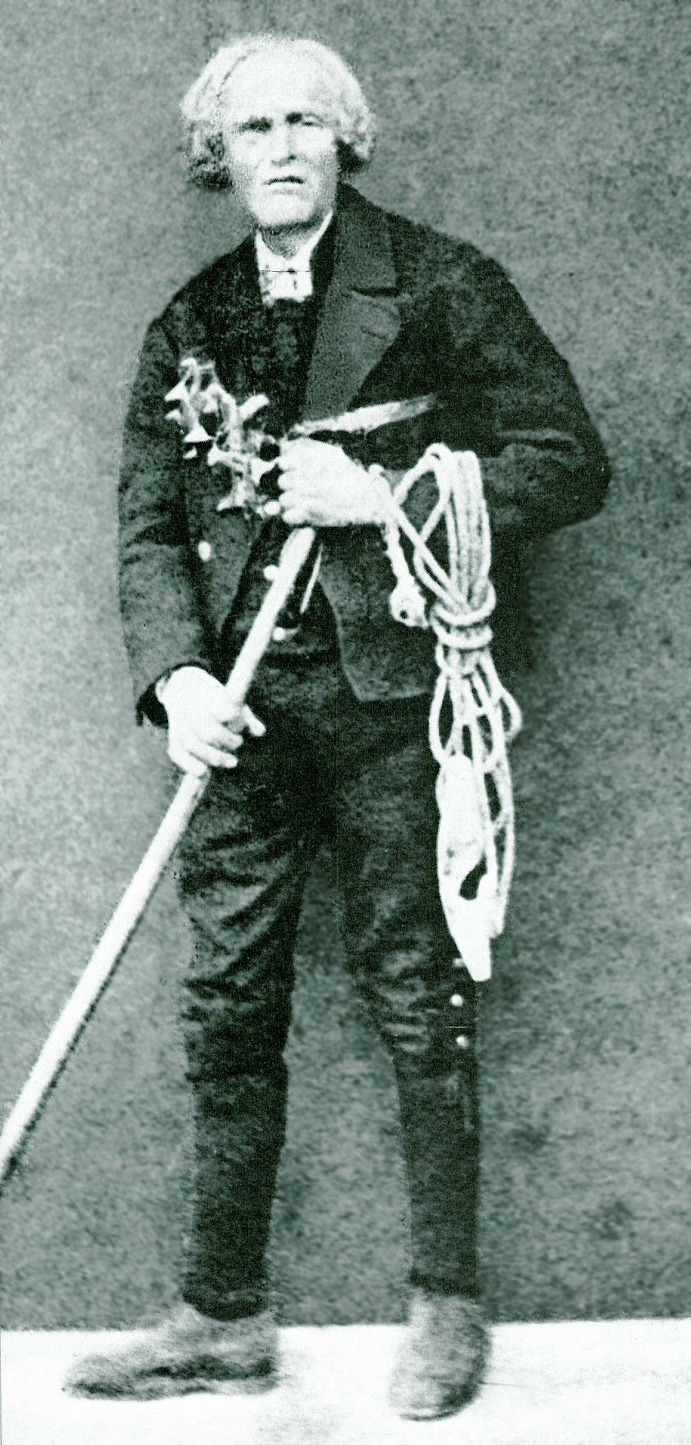
Francesco Lacedelli
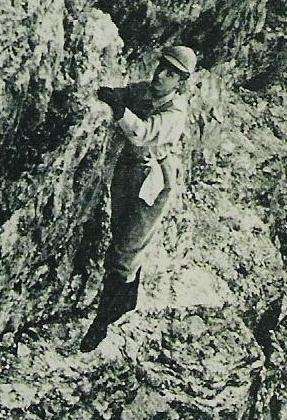
Jeanne Immink na Kleinen Zinne

## Historie
První stopy člověka v Ampezzanských Dolomitech pocházejí ze střední doby kamenné, kdy se zde v letních měsících usazovali lovci přicházející z jihu, aby lovili jeleny, kamzíky a další zvířata. Nejznámějším svědectvím z tohoto období je pohřebiště lovce z doby kamenné Mondeval de Sora, známého jako Muž z Mondevalu (it. Uomo di Mondeval), nalezené v 80. letech 20. století na okraji skupiny Croda da Lago.